# Saxifraga burseriana
Saxifraga burseriana es una especie de planta fanerógama perteneciente a la familia Saxifragaceae. Es originaria de Europa.

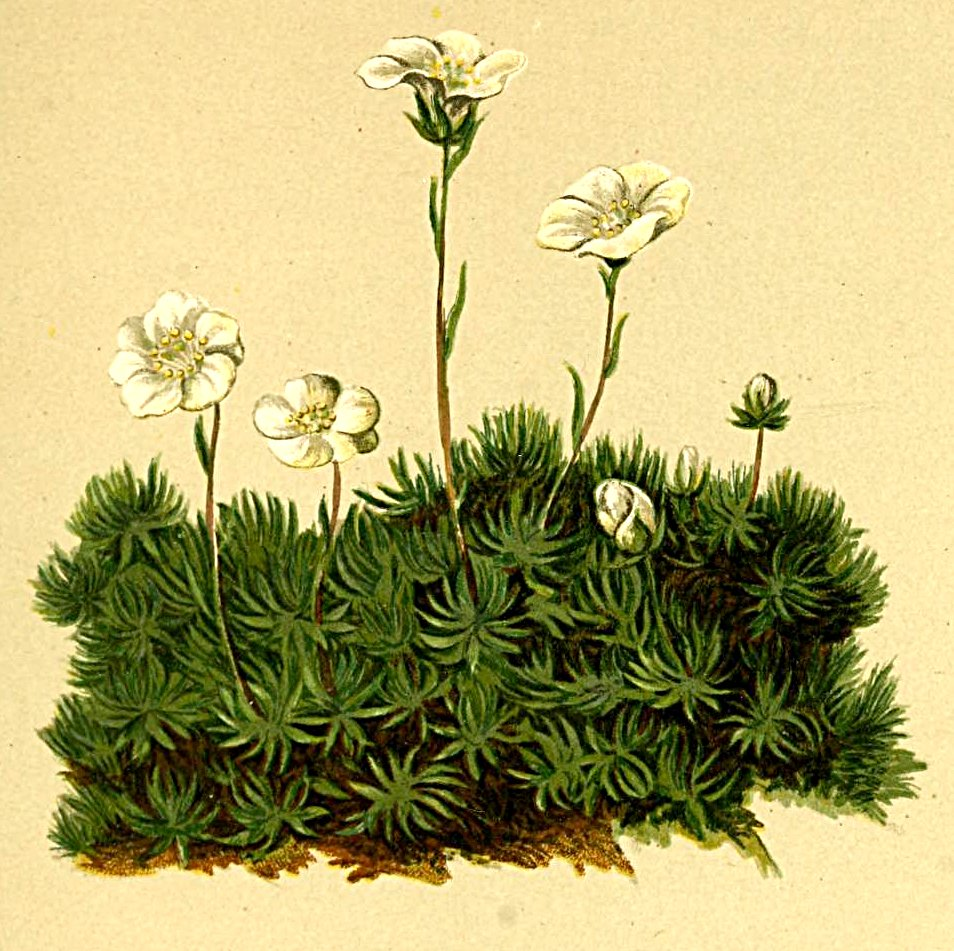
Ilustración

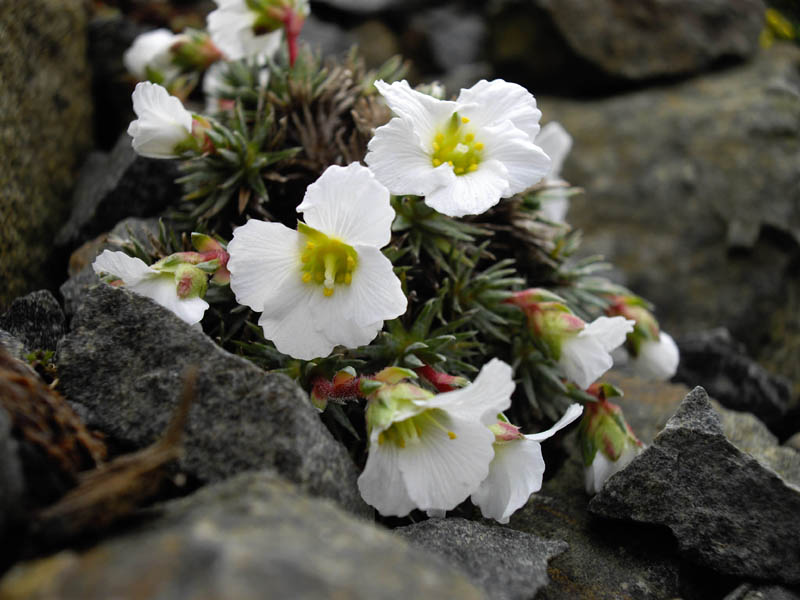
Flores

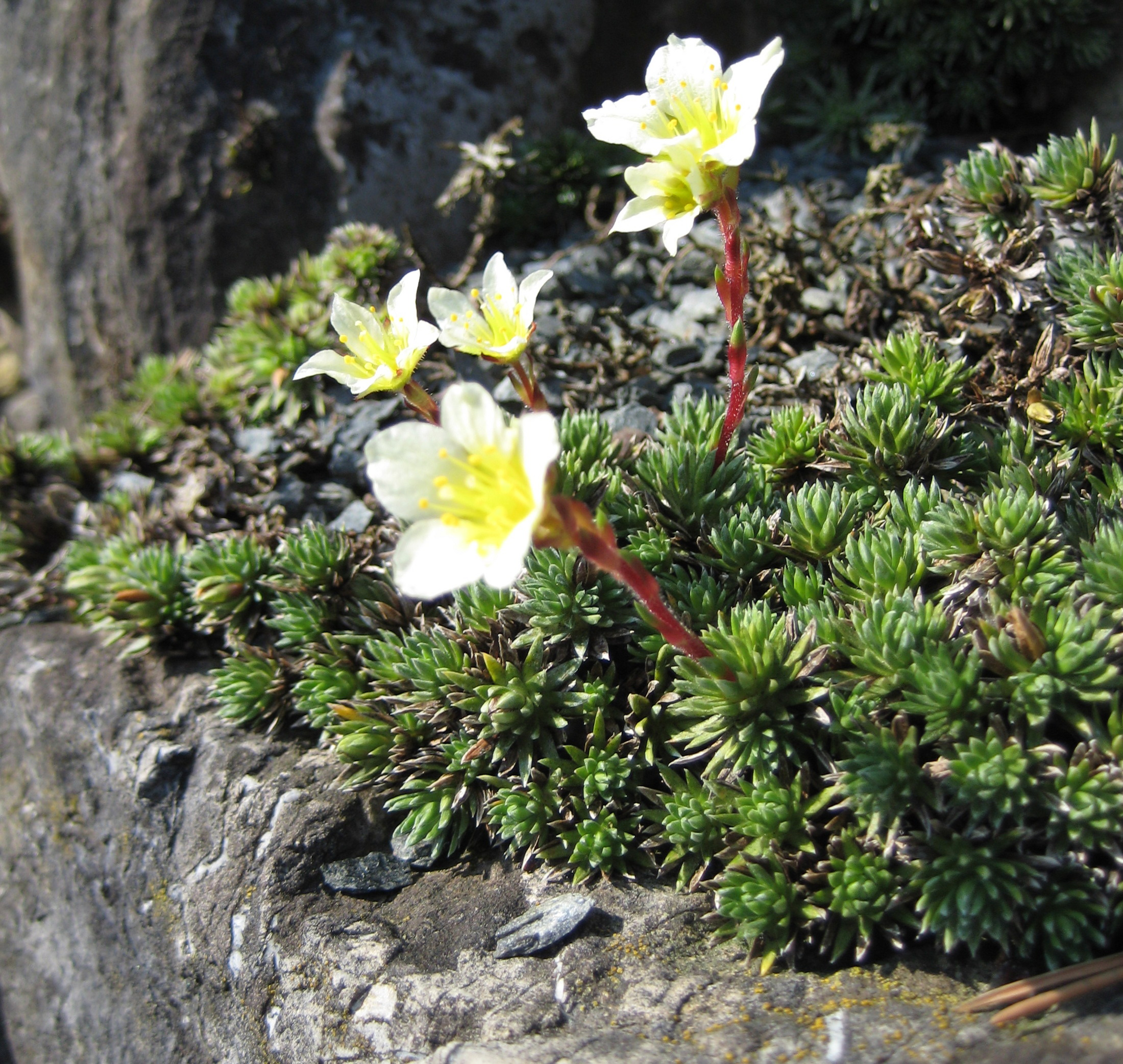
Vista de la planta

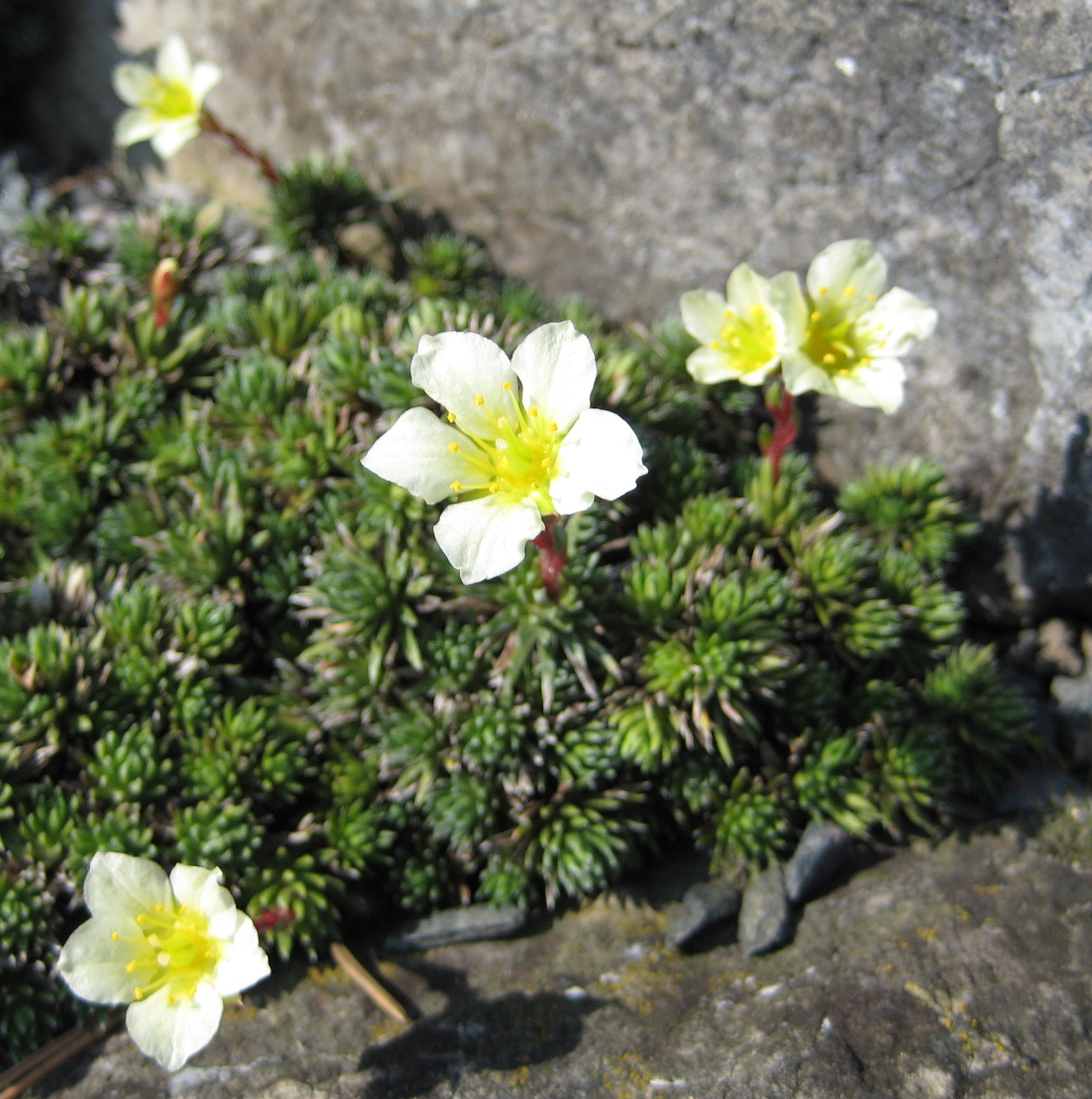
En su hábitat

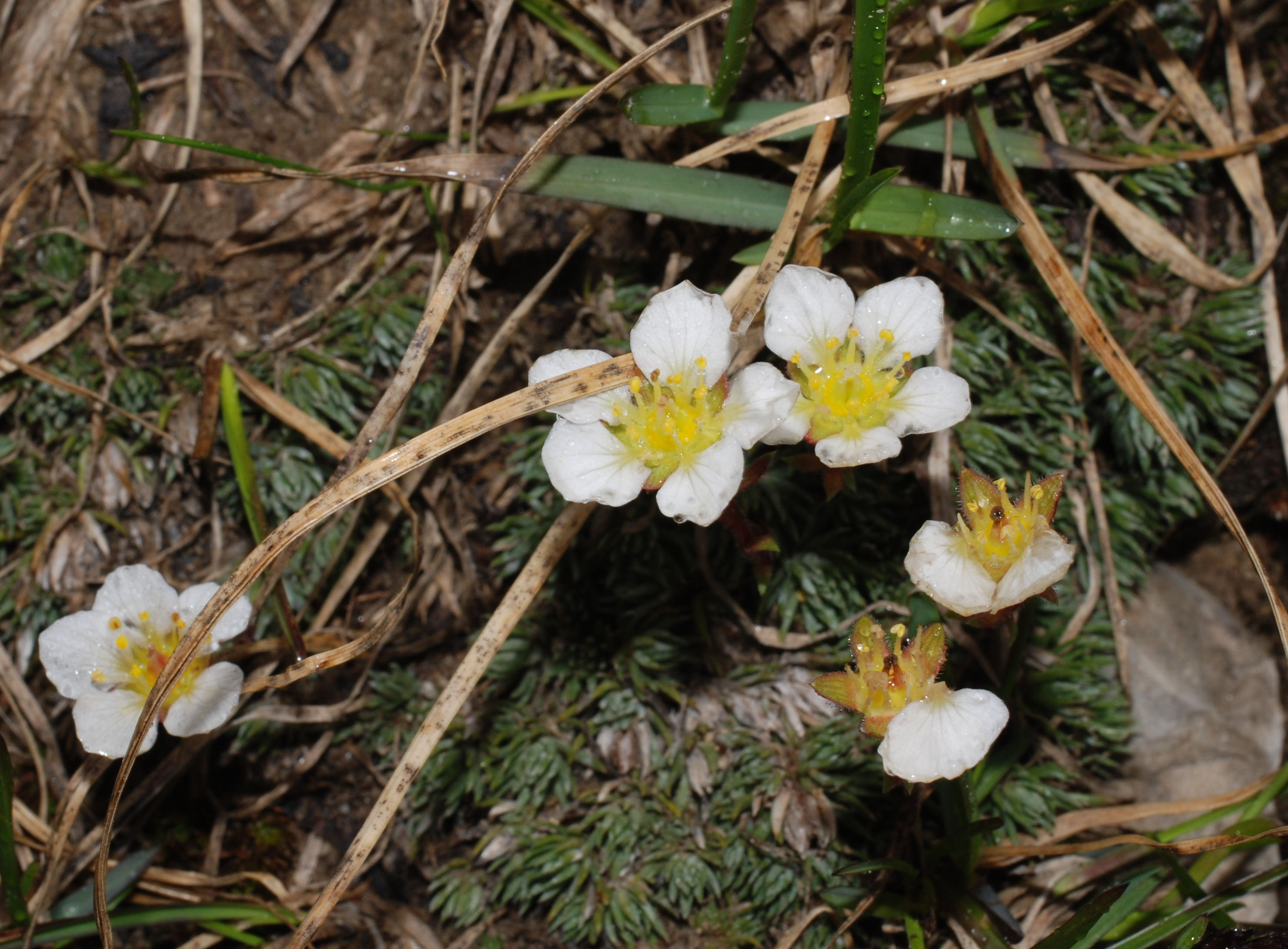
Flores

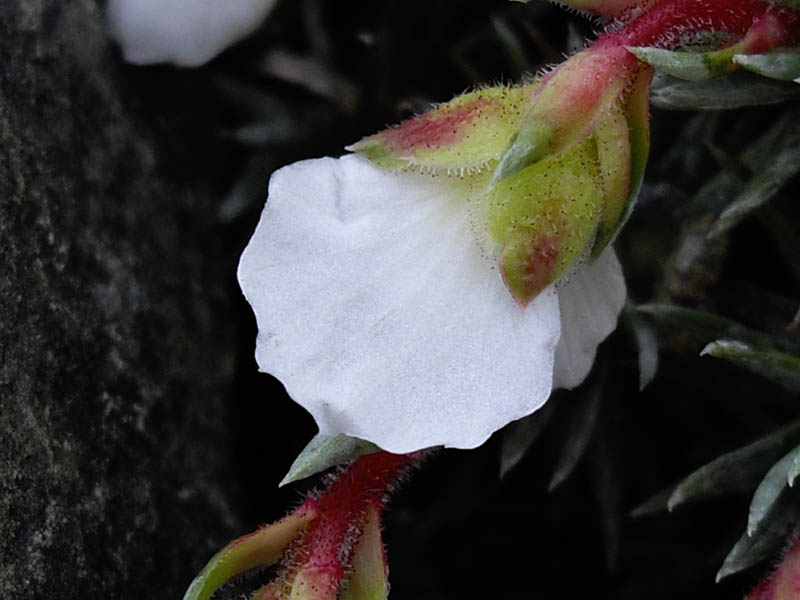
Detalle de la flor

## Descripción
Es una planta perenne,  herbácea que forma un denso cojín, las rosetas compuestas por hojas lanceoladas, subuladas, fuertemente apiculadas,  glaucas de 5-12 mm de largo. Los tallos florales de 2-6 cm de altura, normalmente llevan grandes y solitarias  flores blancas de hasta 3 cm de diámetro. 

## Distribución
Ampliamente distribuidas en los Alpes Calcáreos del este y que muestran variación muy considerable con la que proviene de cerca de la ciudad de Trento, en los Dolomitas.  

## Taxonomía
Saxifraga burseriana fue descrita por Carlos Linneo y publicado en Sp. Pl. 400 1753.
Etimología
Saxifraga: nombre genérico que viene del latín saxum, ("piedra") y frangere, ("romper, quebrar"). Estas plantas se llaman así por su capacidad, según los antiguos, de romper las piedras con sus fuertes raíces. Así lo afirmaba Plinio, por ejemplo.
burseriana: epíteto latíno que significa "como el género Bursera" </ref>
Sinonimia
- Chondrosea burseriana (L.) Haw.
- Evaiezoa burseriana (L.) Raf.[2]

Híbridos
- Saxifraga x abingdonensis
- Saxifraga x boydii
- Saxifraga x boydilacina
- Saxifraga x bursiculata
- Saxifraga x byam-groundsii
- Saxifraga x elisabethae
- Saxifraga x fallsvillagensis
- Saxifraga x geuderi
- Saxifraga x hardingii
- Saxifraga x hofmannii
- Saxifraga x irvingii
- Saxifraga x kayei
- Saxifraga x kellereri
- Saxifraga x landaueri
- Saxifraga x lincolni-fosteri
- Saxifraga x mariae-theresiae
- Saxifraga x megaseaeflora
- Saxifraga x millstreamiana
- Saxifraga x mutensis
- Saxifraga x paulinae
- Saxifraga x petraschii
- Saxifraga x piechii
- Saxifraga x rayei
- Saxifraga x salmonica[3]

Cultivares
- Saxifraga burseriana 'Brookside'
- Saxifraga burseriana 'Clarissa'
- Saxifraga burseriana 'Cordata'
- Saxifraga burseriana 'Crenata'
- Saxifraga burseriana 'Crenulata'
- Saxifraga burseriana 'Delicata'
- Saxifraga burseriana 'Falstaff'
- Saxifraga burseriana 'Ganymede'
- Saxifraga burseriana 'Gerard Manley Hopkins'
- Saxifraga burseriana 'Gloria'
- Saxifraga burseriana 'Grandiflora'
- Saxifraga burseriana 'John Tomlinson'
- Saxifraga burseriana 'Magna'
- Saxifraga burseriana 'Mangart'
- Saxifraga burseriana 'Minerva'
- Saxifraga burseriana 'Muffet'
- Saxifraga burseriana 'Pandora'
- Saxifraga burseriana 'Prince Hal'
- Saxifraga burseriana 'Princess'
- Saxifraga burseriana 'Seissera'
- Saxifraga burseriana 'Simon'
- Saxifraga burseriana 'Snowdon'
- Saxifraga burseriana 'Speciosa'
- Saxifraga burseriana 'Chez Nous'
- Saxifraga burseriana 'Magnifica'
- Saxifraga burseriana 'Mrs W H Garwood'
- Saxifraga burseriana 'Rotundiflora'
- Saxifraga burseriana 'Snow Flake'
- Saxifraga burseriana ssp. burseriana
- Saxifraga burseriana var. major
- Saxifraga burseriana 'Hartley Wintney'
- Saxifraga burseriana 'Multiflora'
- Saxifraga burseriana 'Tridentina'